# Kim Ok-song
Kim Ok-song (1916-1965) est un compositeur de musique nord-coréenne. Il est né le 30 juin 1916 à Phunghae dans le Hwanghae du Sud. Sa première œuvre est une opérette, La princesse de Rangnang, composée en novembre 1945. Il a été vice-président du comité central et du syndicat des musiciens de Corée et a suivi fidèlement l'idéologie du Juche. Mort d'une maladie incurable à 49 ans, il a reçu des funérailles nationales et est enterré au cimetière des martyrs patriotes. 

## Œuvres principales
- Le Chant des femmes, une œuvre qui célèbre le travail des femmes à la suite de la loi sur l'égalité des sexes[2].
- Le Fleuve Amnok (cantate)
- La Campagne au printemps (musique orchestrale)
- Kangson est la ville du Chollima (chanson)
- Superbe Mangyongdae (chanson pour enfants)

Pendant la guerre de Corée :
- Abondance dans la plaine Chongsan
- Au combat à mort
- Mon chant dans la tranchée
- Vers une bataille décisive

## Postérité
Un timbre a été édité en son honneur en 1987.
En 2012, un film sur sa vie est sorti, Kim Ok-song, compositeur de guerre. 